# Biserica Sfântul Lazăr din Iași
Biserica „Sf. Lazăr” din Iași este o biserică ortodoxă din municipiul Iași, care a fost construită în jurul anului 1785 de către Sandu și Luca Grigorie, pe locul unei biserici din lemn, cu același hram, construită prin 1703-1704 de domnitorul Mihai Racoviță. Lăcașul de cult este situat în centrul orașului Iași, pe str. Dimitrie Gusti nr. 1, în apropiere de Teatrul pentru copii "Luceafărul" și de Palatul de Justiție. Ea are două hramuri: "Învierea lui Lazăr" (sărbătorită în ajunul Floriilor) și "Sf. Ecaterina" (25 noiembrie).
Biserica „Sf. Lazăr” (Biserica de la Vama cea Mare) din Iași a fost inclusă pe Lista monumentelor istorice din județul Iași din anul 2015, având codul de clasificare  IS-II-m-B-03908. Pe această listă este trecută ca perioadă de datare sfârșitul secolului al XVIII-lea.

## Istoric

### Ctitorirea celor două biserici și funcționarea ca mănăstire
Domnitorul Mihai Racoviță (1703-1705, 1707-1709 și 1716-1726) a ctitorit în prima sa domnie din perioada 1703-1705 o biserică de lemn cu hramul „Sf. Lazăr”, în apropiere de vama domnească (cărvăsăria) și de casele părintești ale voievodului. Ea se afla pe vârful unui deal care mărginea pe atunci orașul în partea de est. Aflată în apropierea vămii domnești, Biserica „Sf. Lazăr” a primit și denumirea de „Biserica de la Vamă”.
Ctitorirea acestei biserici este menționată de cronicarul Ion Neculce în letopisețul său: "Așijderea s-au mai apucat de au mai făcut și altă beserică, de lemnu, și i-au pus hramul Sfetei Lazor, în ograda vămii, aproapi de curțilé tătâne-său, lui Ion Racoviță vornicul."  Există mai multe documente din secolul al XVIII-lea privind milele mănăstirii, de la următoarele date: 8 februarie 1705, 1 mai 1735, 1 martie și 2 mai 1740, 1 august 1744, 5 ianuarie 1750, 1 septembrie 1753, 1 ianuarie 1757, 5 iunie 1762 și 3 august 1793.
Lăcașul de cult din lemn a fost incendiat de turci, fiind refăcut din cărămidă, pe temelie de piatră, de către Sandu și Luca Grigorie pe la anul 1785. În anul rectitoririi sale, Biserica „Sf. Lazăr” a fost ridicată la rangul de mănăstire, fiind închinată la Sfântul Mormânt de la Ierusalim. Călugării greci stabiliți aici au construit case egumenești și chilii pe ruinele caselor domnitorului Mihai Racoviță. Tot călugării greci au adus aici părticele din moaștele a trei sfinți: Haralambie, Teodor Stratilat și Mihail Sinador (Mihail al Sinadelor), aflate și astăzi spre cinstire în partea dreaptă a naosului , într-o cutie argintată cu inscripții grecești. În altar se păstra o bucățică din Crucea Mântuitorului.
În exteriorul bisericii, lângă peretele nordic al pridvorului, se află o piatră funerară de marmură cu următoarea inscripție în limba română cu litere chirilice: "Suptŭ această peatră odi[hnesc] robii lui Dumnezeu Hristodulo și [...] sa Despina cea întăi născută la anul 1805 mai 5 și săvărșit[ă] la anul 1835 martii 13 iar acea din aldoile născută la 1790 și săvărșită la anul 1835 mai 2".
Biserica a ars pe la 1822, fiind reparată apoi de Grigore Luca în tovărășie cu un anume Sandu, care i-au făcut acoperământul, pardoseala și "toate odăile și casele".

### Biserică parohială

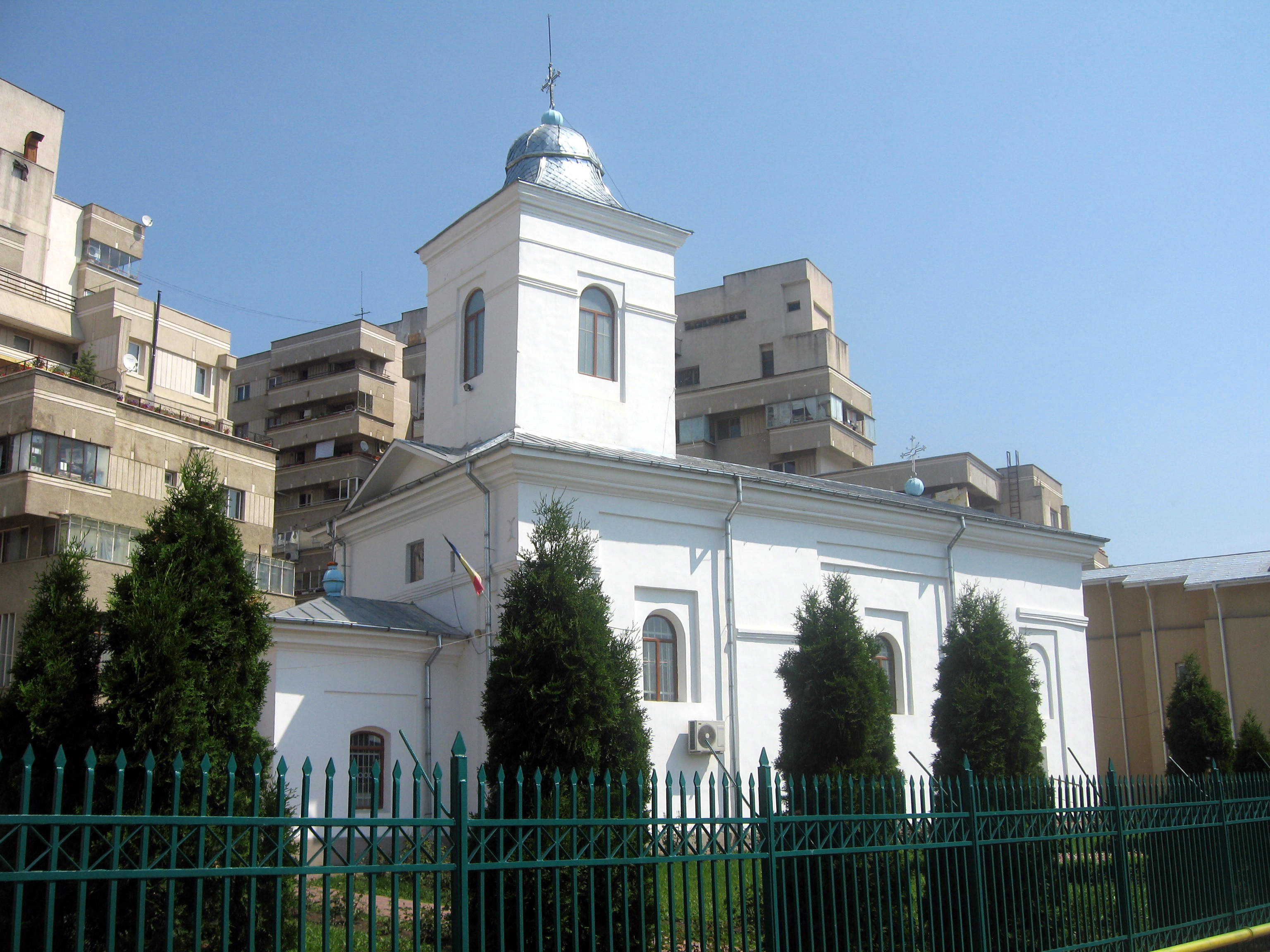
Biserica „Sf. Lazăr” din Iaşi văzută dinspre sud

Prin Legea secularizării averilor mănăstirești din decembrie 1863, Mănăstirea „Sf. Lazăr” a fost desființată, și-a pierdut proprietățile, iar călugării greci au părăsit-o. Ea a devenit biserică filială a Parohiei Barnovschi, fiind subvenționată de Primăria orașului Iași. La începutul secolului al XX-lea, după cum scria N.A. Bogdan, se mai puteau vedea în jurul bisericii urme de ziduri, temelii de case, pivnițe vechi etc. care proveneau din casele familiei Racoviță.
În decursul timpului, Biserica „Sf. Lazăr” a fost restaurată în mai multe rânduri. Ea a fost avariată de cutremurul din 1940. În anul 1967 s-au efectuat o serie de lucrări de restaurare la interior și exterior. Cutremurul din 4 martie 1977 a avariat clădirea lăcașului de cult.
În anii '80 ai secolului al XX-lea s-au efectuat unele lucrări de reparații cu contribuția enoriașilor și purtarea de grijă a parohului Constantin Căliman. Aceste lucrări au constat în următoarele:
- refacerea clopotniței
- amplasarea mai multor vitralii concepute și realizate de Constantin și Ana Ichim în perioada iunie 1981 - martie 1982. În partea de jos a vitraliului din partea nordică a pridvorului se află următoarea inscripție pictată: "Concepute și lucrate de Constantin și Ana Ichim în perioada iunie 1981-martie 1982 aceste vitralii s-au făcut sub păstoria preotului pr. Constantin Căliman cu contribuția credincioșilor".
- pictarea în frescă a pereților interiori (culoarea predominantă fiind verde) în perioada 1984-1985 [3] de către pictorul Constantin Călinescu (1907-1985) din Iași și ucenica sa, Iulia Handragel din Mălini. Deasupra intrării din pridvor în pronaos a fost pictată următoarea inscripție: "Această biserică cu hramul Sf. Lazăr ctitoria lui Mihai Racoviță Voevod zidită în 1703 s-a restaurat și pictat în frescă cu binecuvîntarea I.P.S.S. Mitropolit Teoctist din contribuția credincioșilor. Pictura a fost executată de pictorii Constantin Călinescu și Iulia Handragel în anul 1984 paroh fiind preotul Constantin Căliman".

Odată cu construirea blocurilor la nord de biserică și a Teatrului Luceafărul (1977-1987), s-au efectuat lucrări de excavație în apropierea bisericii, găsindu-se rămășițele pământești a câtorva sute de oameni. Osemintele care proveneau din fostul cimitir al bisericii au fost înhumate în curtea bisericii, lângă gardul nordic, de către parohul Constantin Căliman, împreună cu alți credincioși. Mormântul a fost înconjurat cu un gard de fier vopsit în culoarea verde și are o cruce de fier pe care s-a amplasat o placă de tablă cu următoarea inscripție: "În acest mormînt se află îngropate rămășițele pămîntești a cîtorva sute de oameni. Aceste oseminte s-au așezat aici de către preotul paroh Constantin CĂLIMAN (adormit în Domnul la 21 iunie 2000), împreună cu alți credincioși în urma unor lucrări de excavație din preajma bisericii "Sf. Lazăr". Tu, omule, cel ce vei citi aceste rînduri, te rugăm pomenește-ne și pe noi cei adormiți și îngropați aici în rugăciunile tale. Amin".
Aflată într-un continuu proces de degradare, Biserica "Sf. Lazăr" a suferit în perioada 2006-2009 ample lucrări de consolidare și restaurare cu purtarea de grijă a parohului Dumitru Toma și a preotului dr. Nicolae Nicolescu. Lucrările de restaurare au constat în înlocuirea acoperișului din tablă (anterior vopsită în culoarea verde) cu o învelitoare din tablă zincată, restaurarea picturii interioare și a icoanelor de pe catapeteasmă și placarea cu marmură a pardoselii. În fața lăcașului de cult a fost amplasată o troiță de lemn. De asemenea, cu acest prilej s-a reparat Casa Socială "Sf. Haralambie" din curtea bisericii, unde s-a amenajat un apartament parohial. După finalizarea acestor lucrări, Biserica „Sf. Lazăr” din Iași a fost resfințită la 24 octombrie 2009 de către mitropolitul Teofan Savu al Moldovei și Bucovinei. Mitropolitul a înmânat distincții de vrednicie celor doi preoți ai bisericii (parohul Dumitru Toma și preotul II Nicolae Niculescu), precum și celor care s-au evidențiat în susținerea lucrărilor.
În vara anului 2011, portalul de intrare în biserică de pe latura de vest a fost încadrat cu un mozaic în care predomină culoarea aurie. De o parte și de alta a ușilor sunt reprezentați ciorchini de struguri, în timp ce deasupra ușii este reprezentat Mântuitorul Isus care are mâinile desfăcute, binecuvântându-i pe cei care trec pragul lăcașului de cult. Deasupra acestui mozaic este un alt mozaic în care sunt reprezentate orizontal trei scene: Sf. Muceniță Ecaterina, Învierea lui Lazăr și Sf. Ierarh Lazăr. Cu acel prilej, a fost aurită crucea de pe acoperișul pridvorului.

## Arhitectură
Biserica „Sf. Lazăr” din Iași are formă dreptunghiulară, cu peretele altarului în formă de semicerc.
Interiorul bisericii este compartimentat în patru încăperi: pridvor, pronaos, naos și altar. Pridvorul este mai jos decât restul bisericii, în pronaos pătrunzându-se după urcarea câtorva trepte. Deasupra pronaosului se află cafasul în care se intră de pe o ușă aflată în peretele din stânga. Lângă ușă se află pictat un lung pomelnic al binefăcătorilor acestei biserici. Pronaosul este separat de naos printr-o arcadă largă sprijinită pe pereții longitudinali ai edificiului.

## Imagini

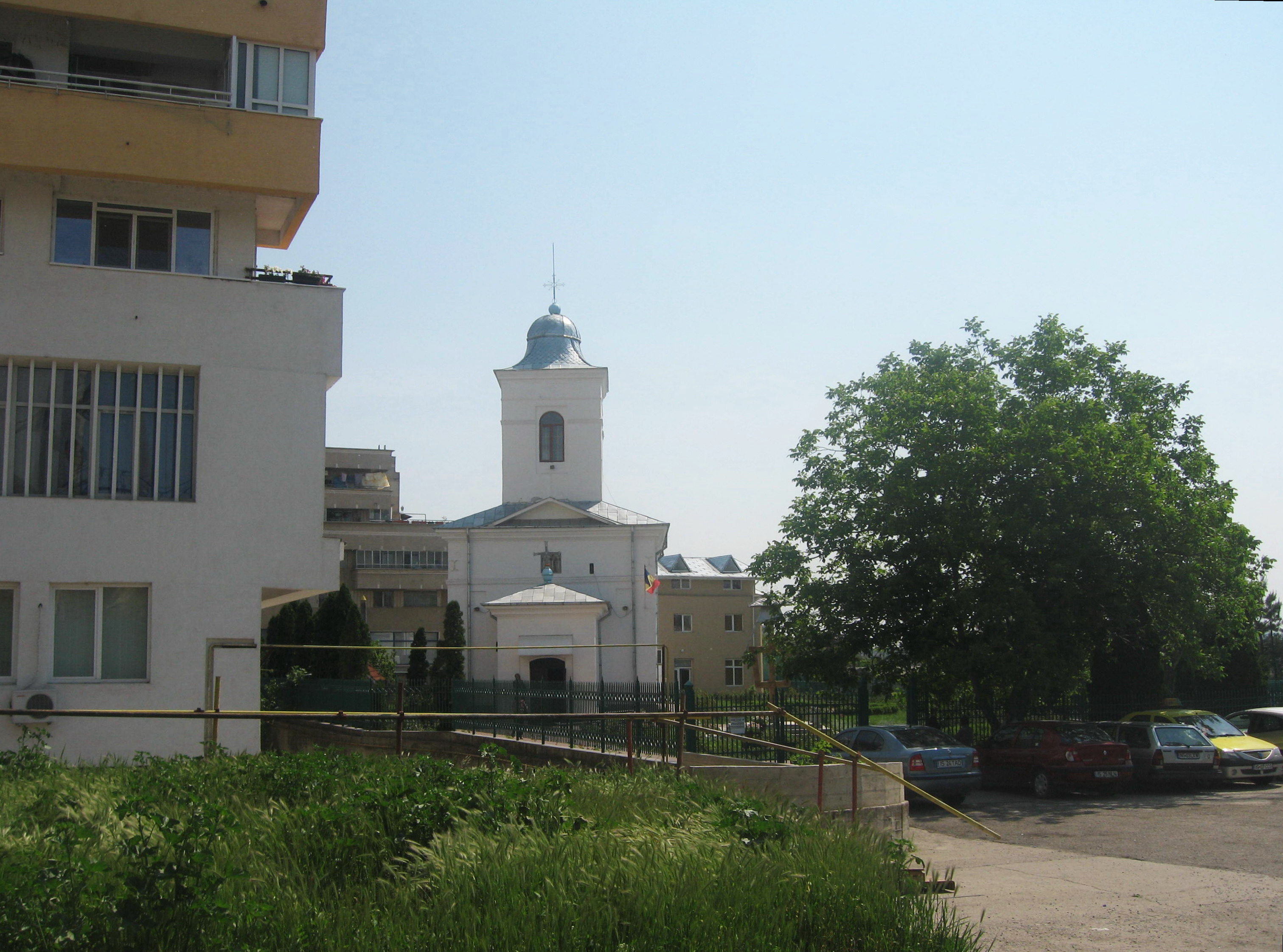
Biserica văzută dinspre Teatrul Luceafărul
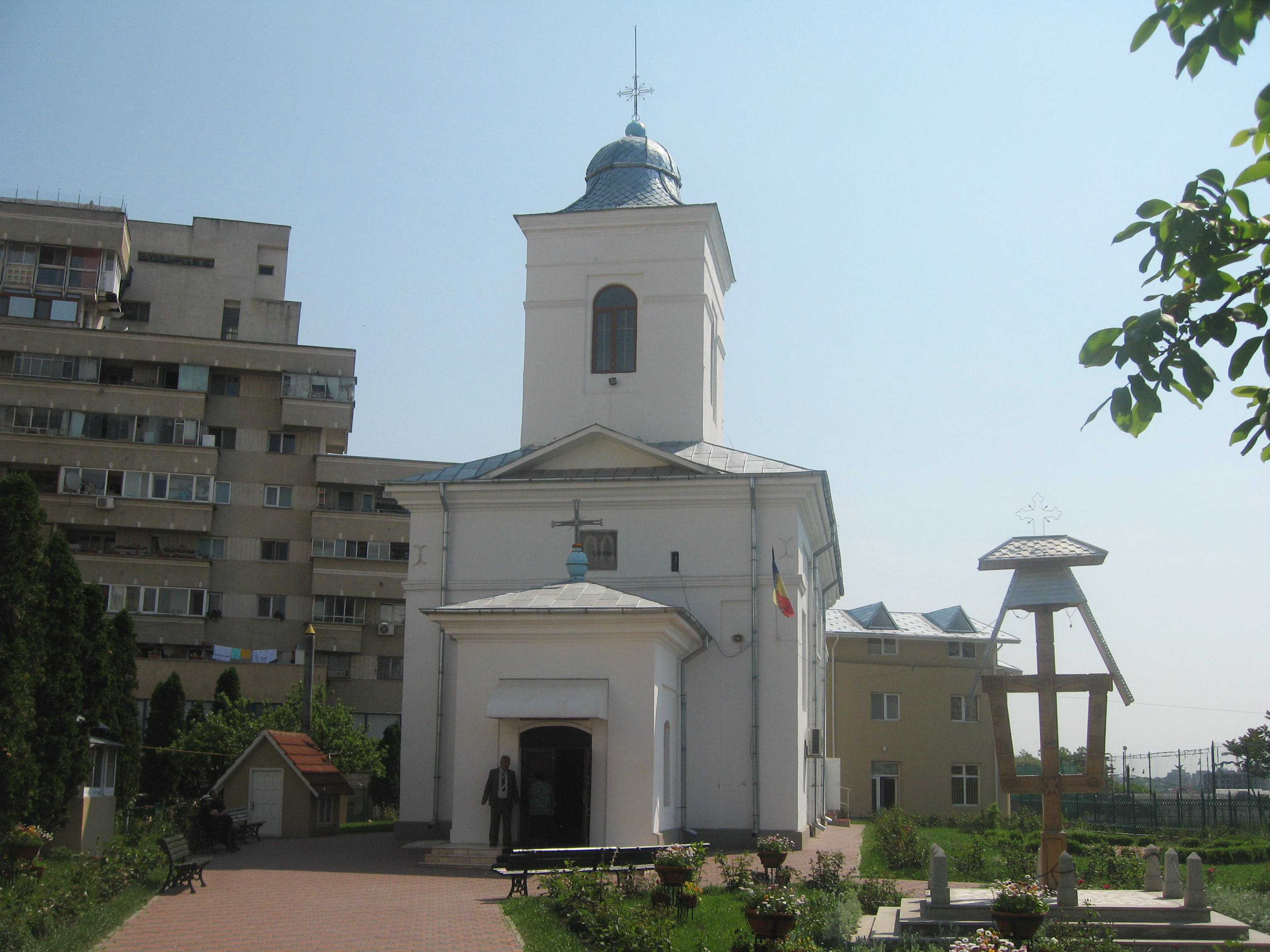
Biserica văzută dinspre vest
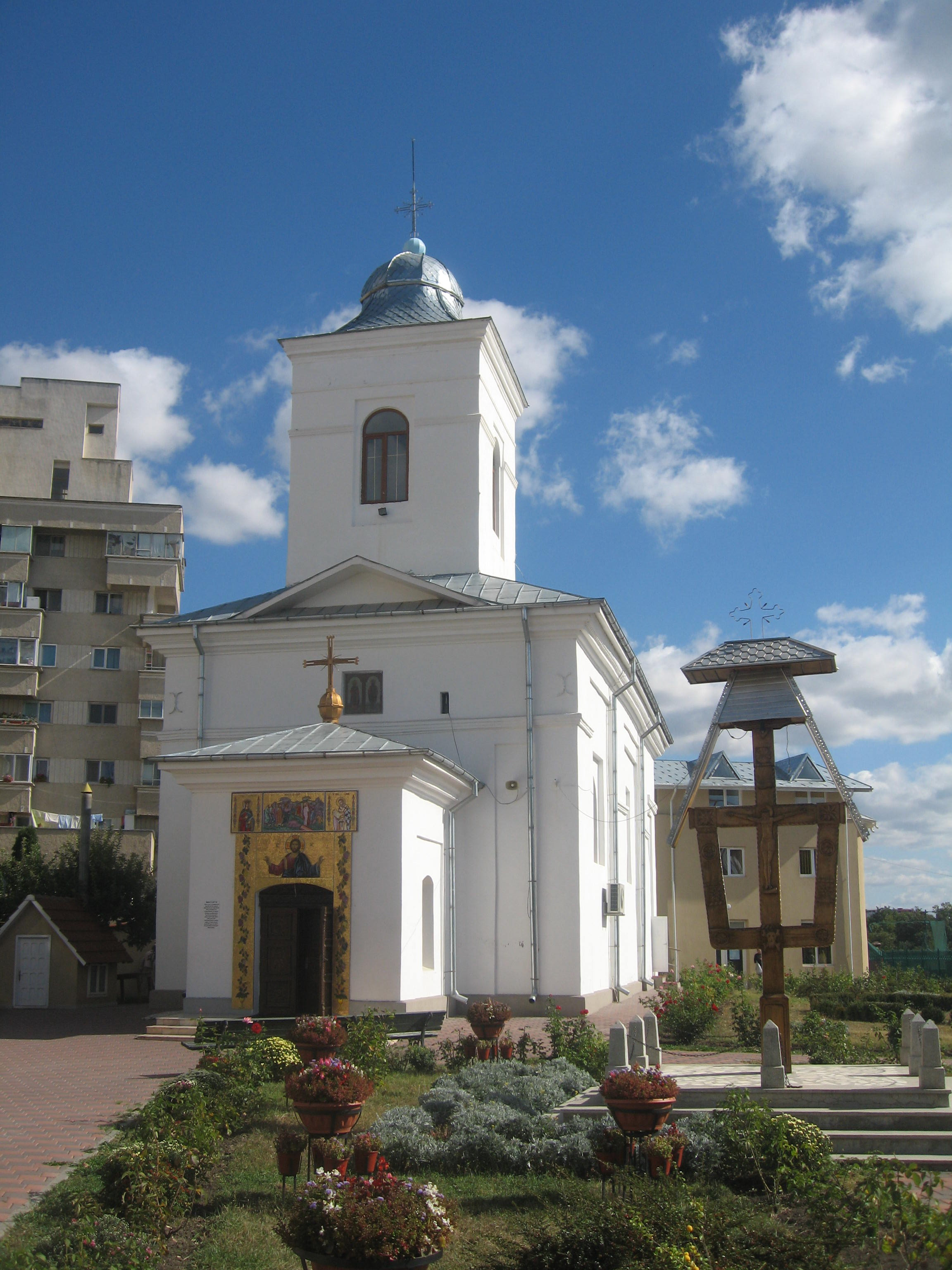
Biserica văzută dinspre vest
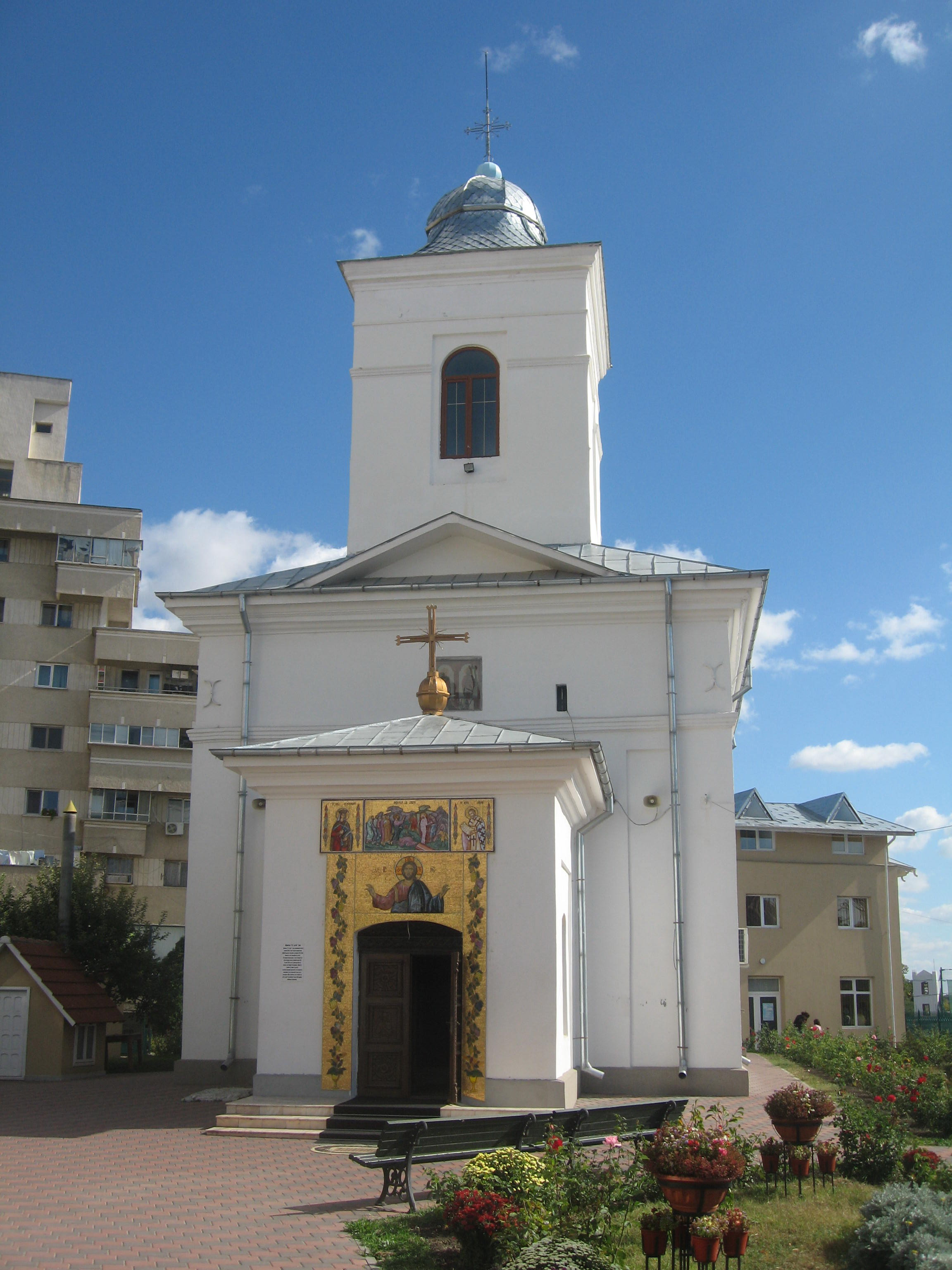
Biserica văzută dinspre vest
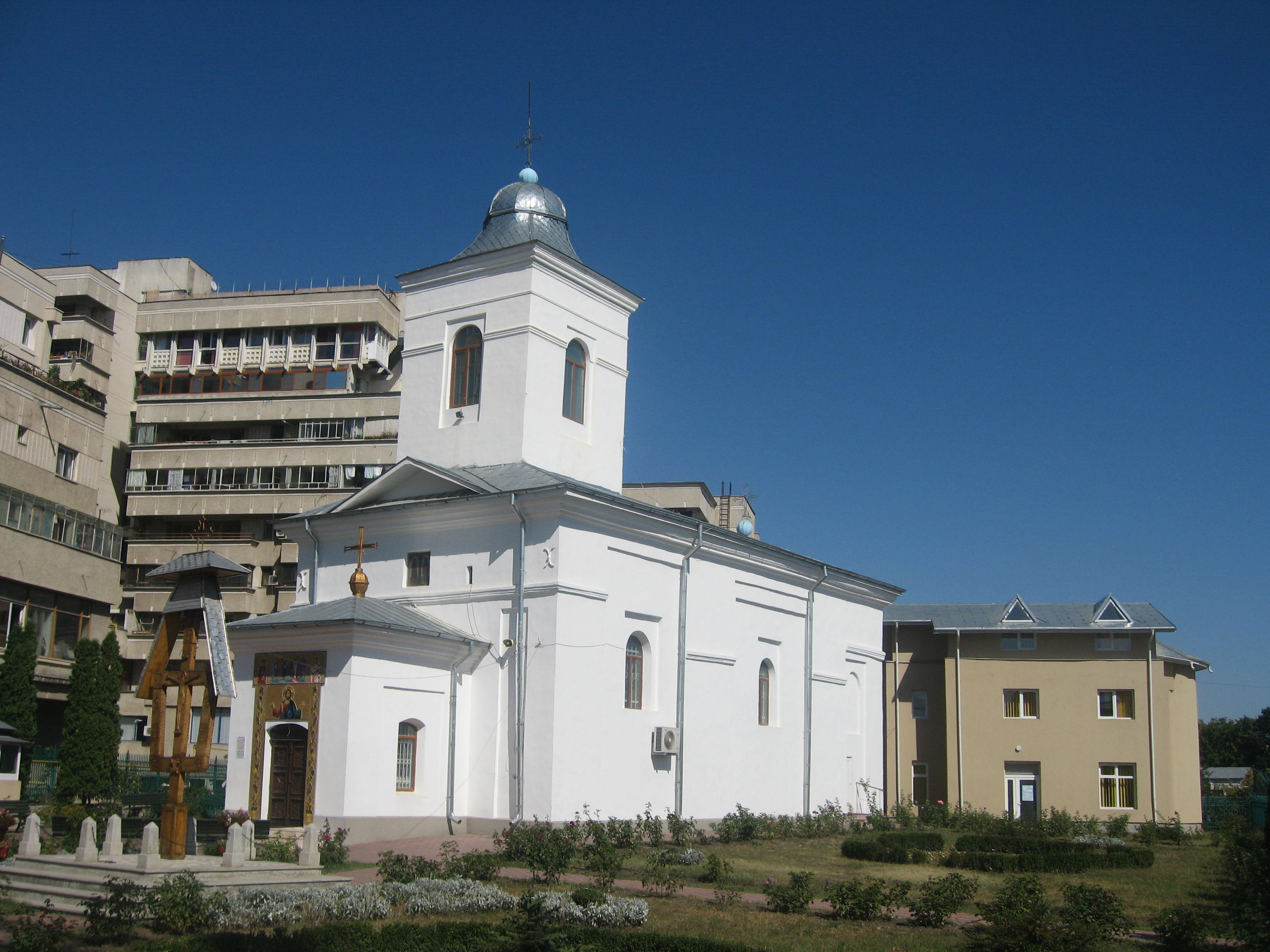
Biserica văzută dinspre sud-vest
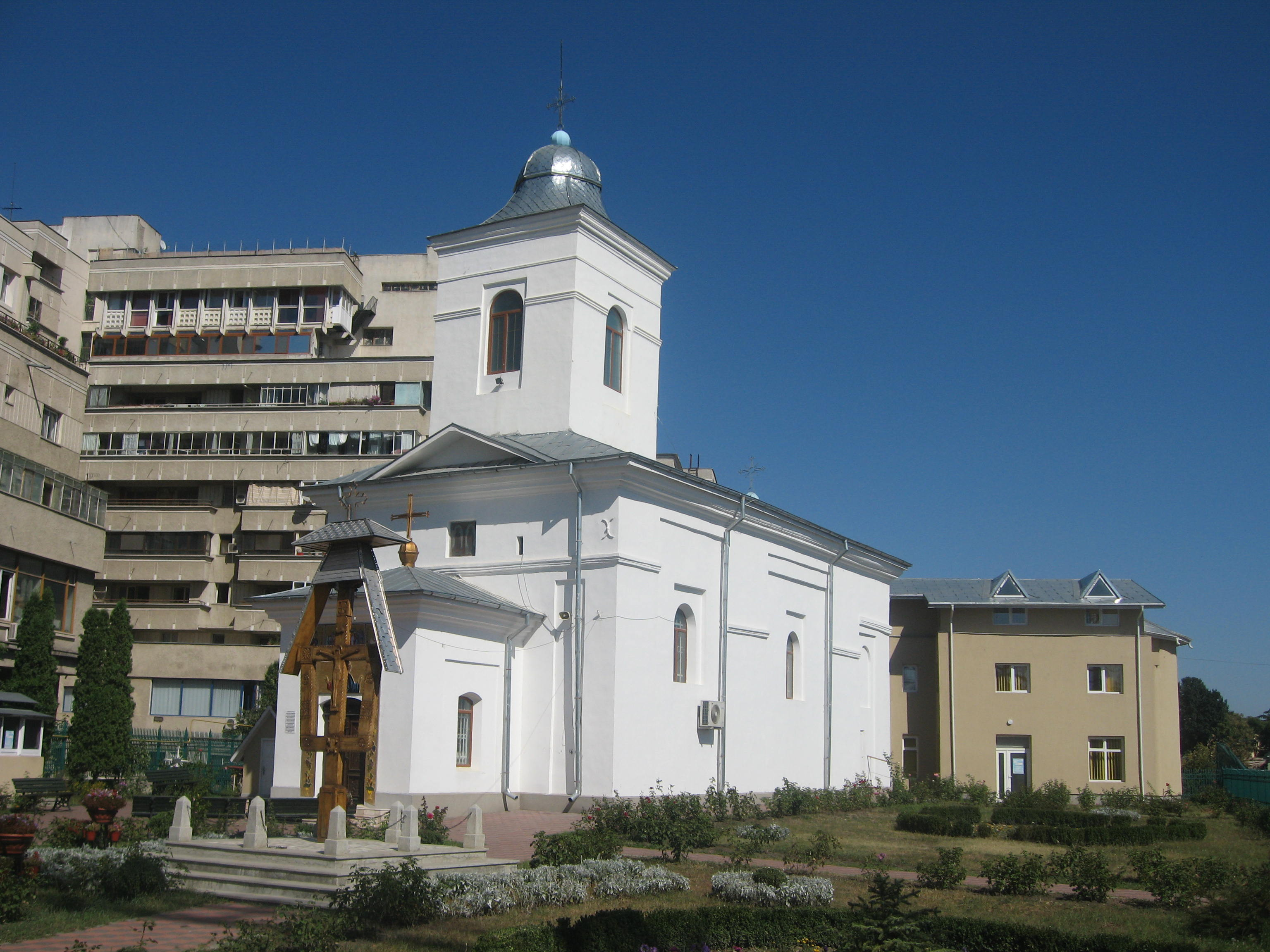
Biserica văzută dinspre sud-vest
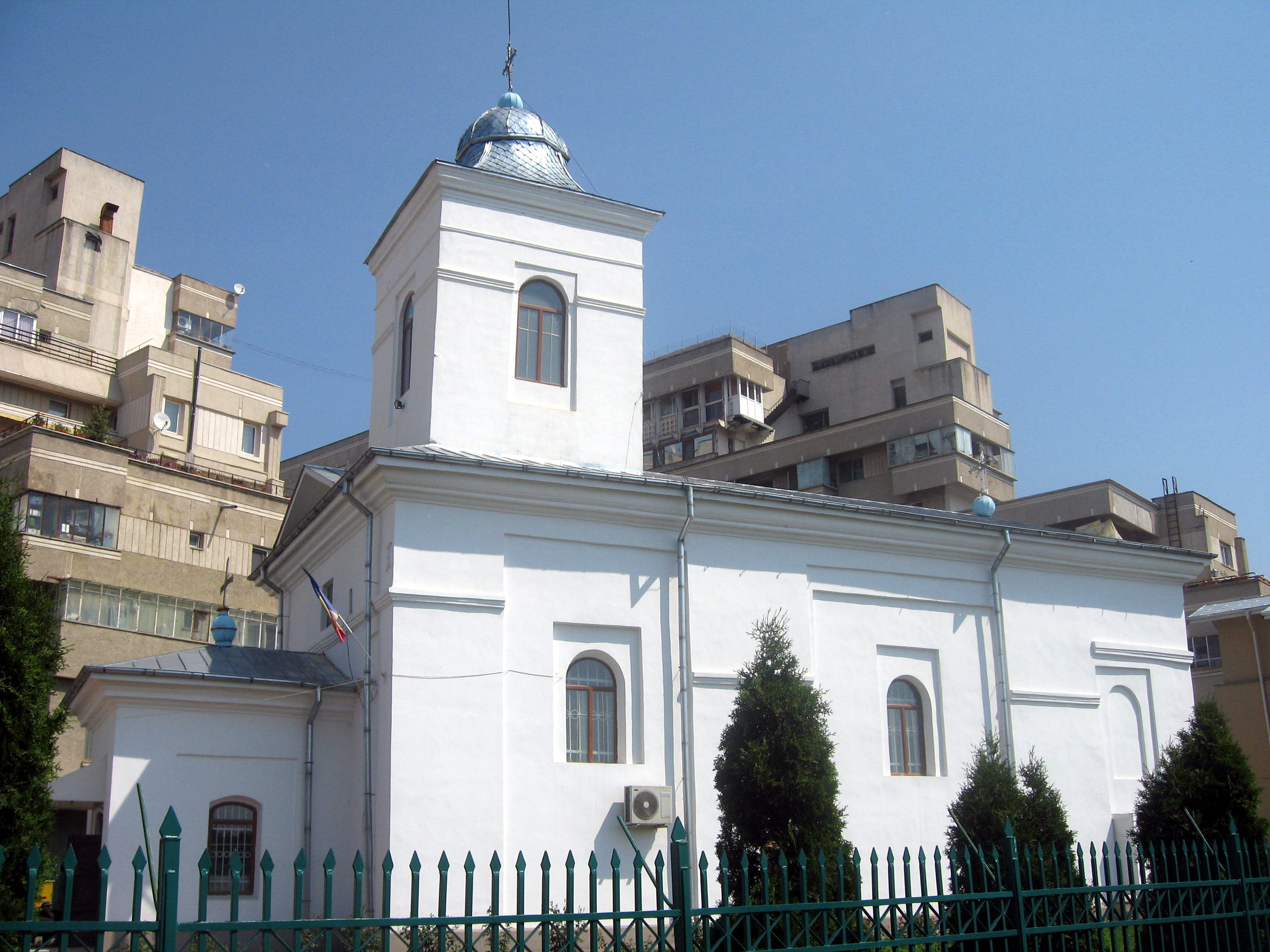
Biserica văzută dinspre sud
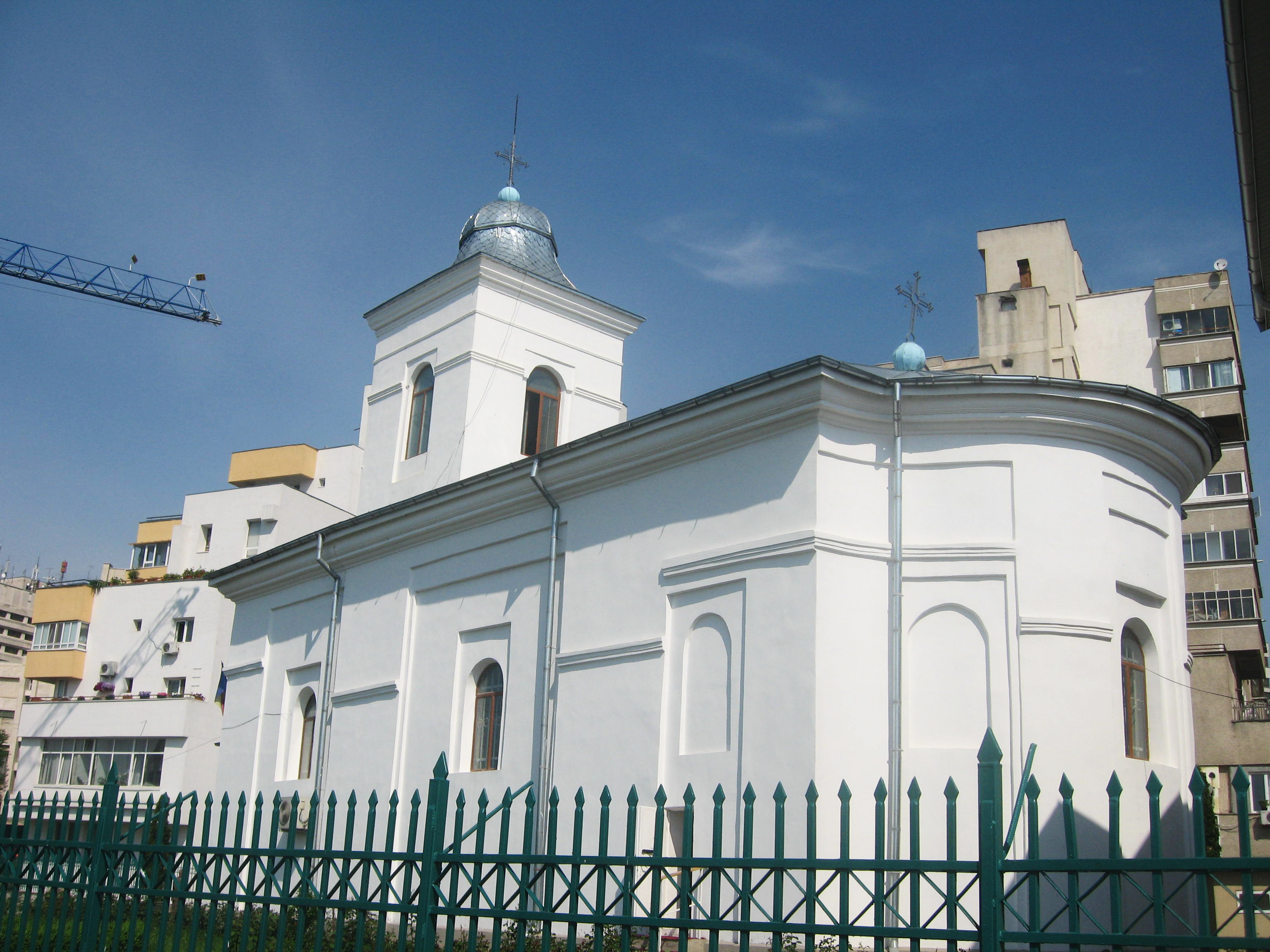
Biserica văzută dinspre sud-est
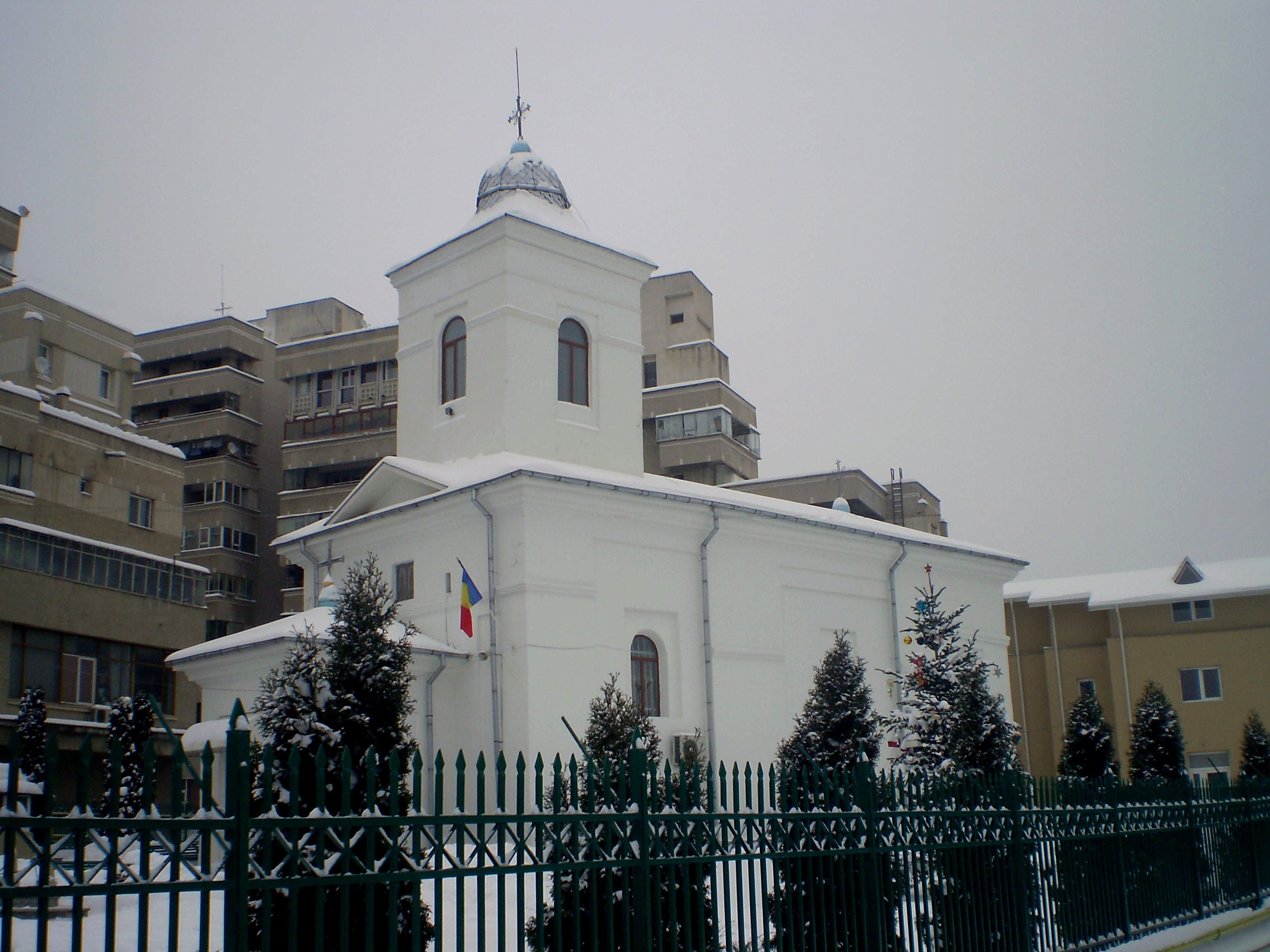
Biserica văzută într-o zi de iarnă
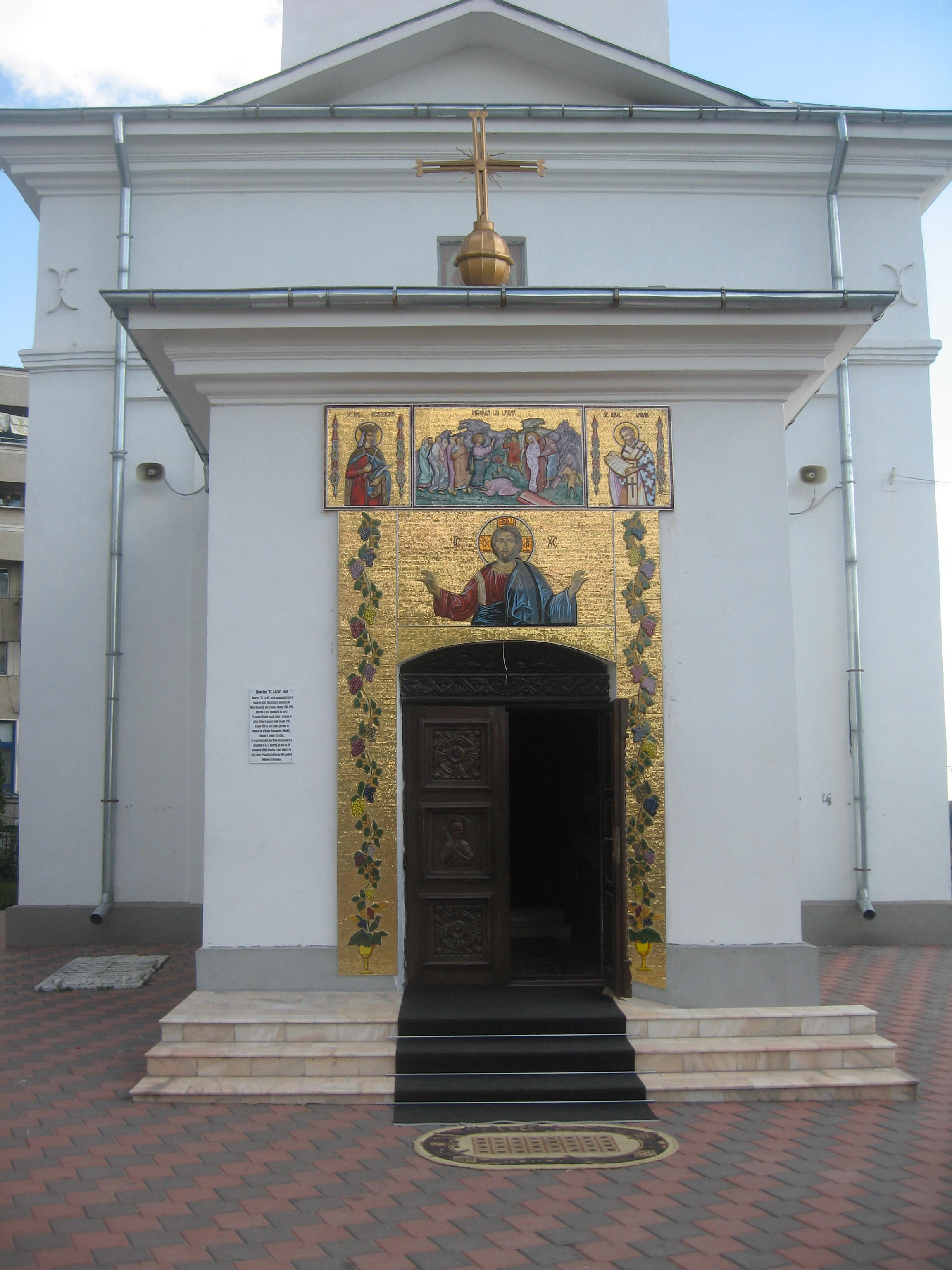
Pridvorul bisericii
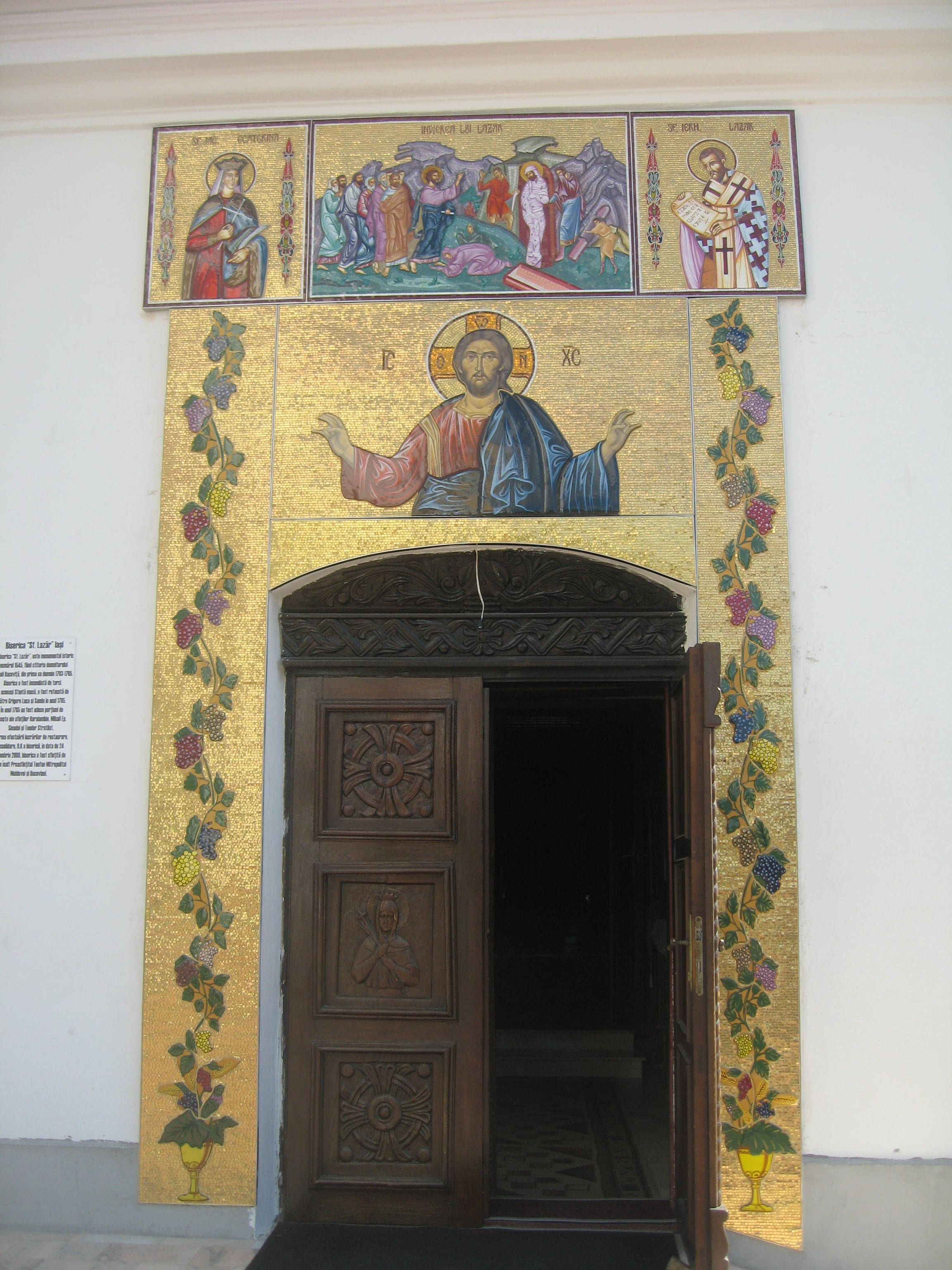
Intrarea în biserică
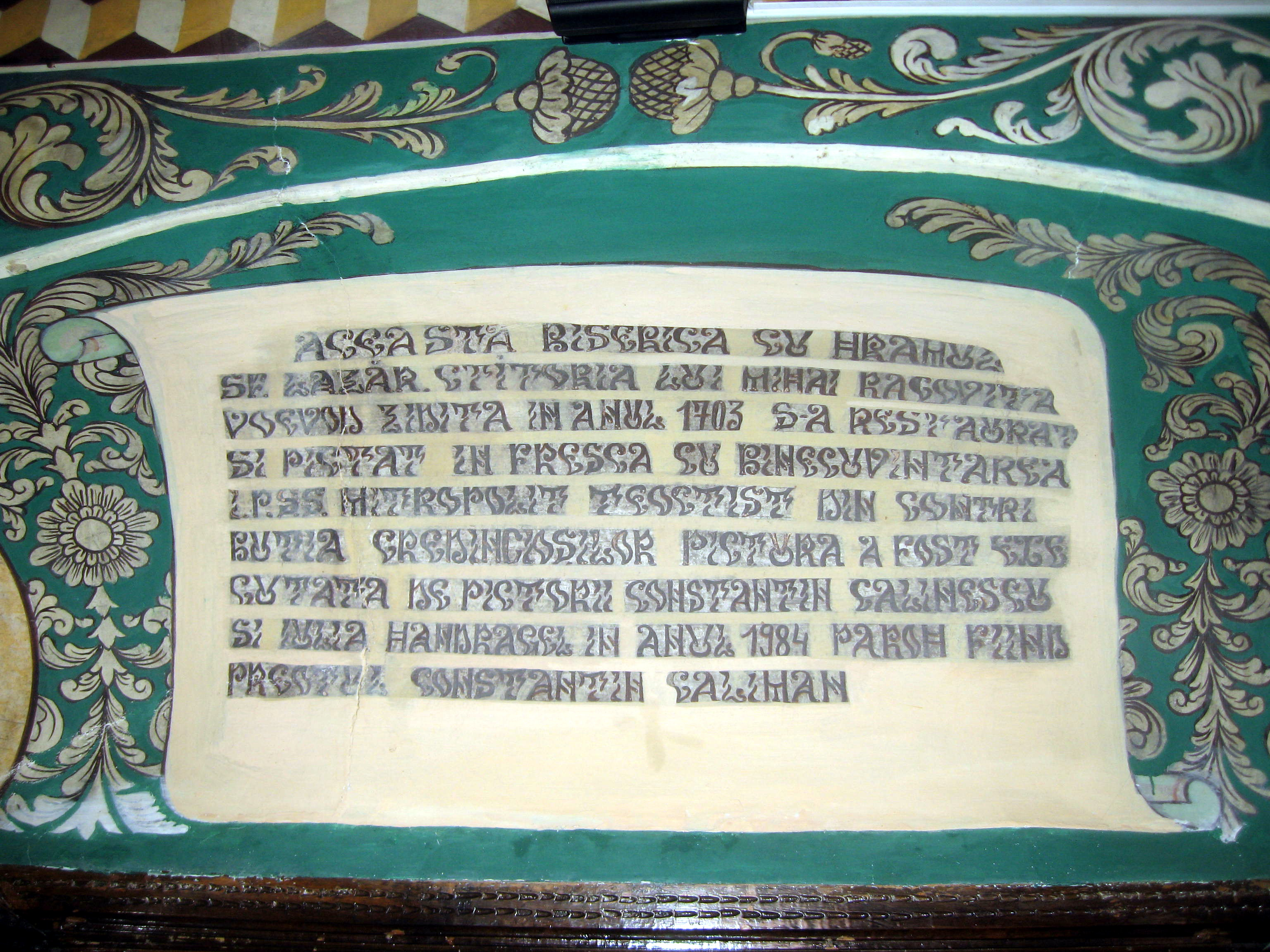
Pisania bisericii
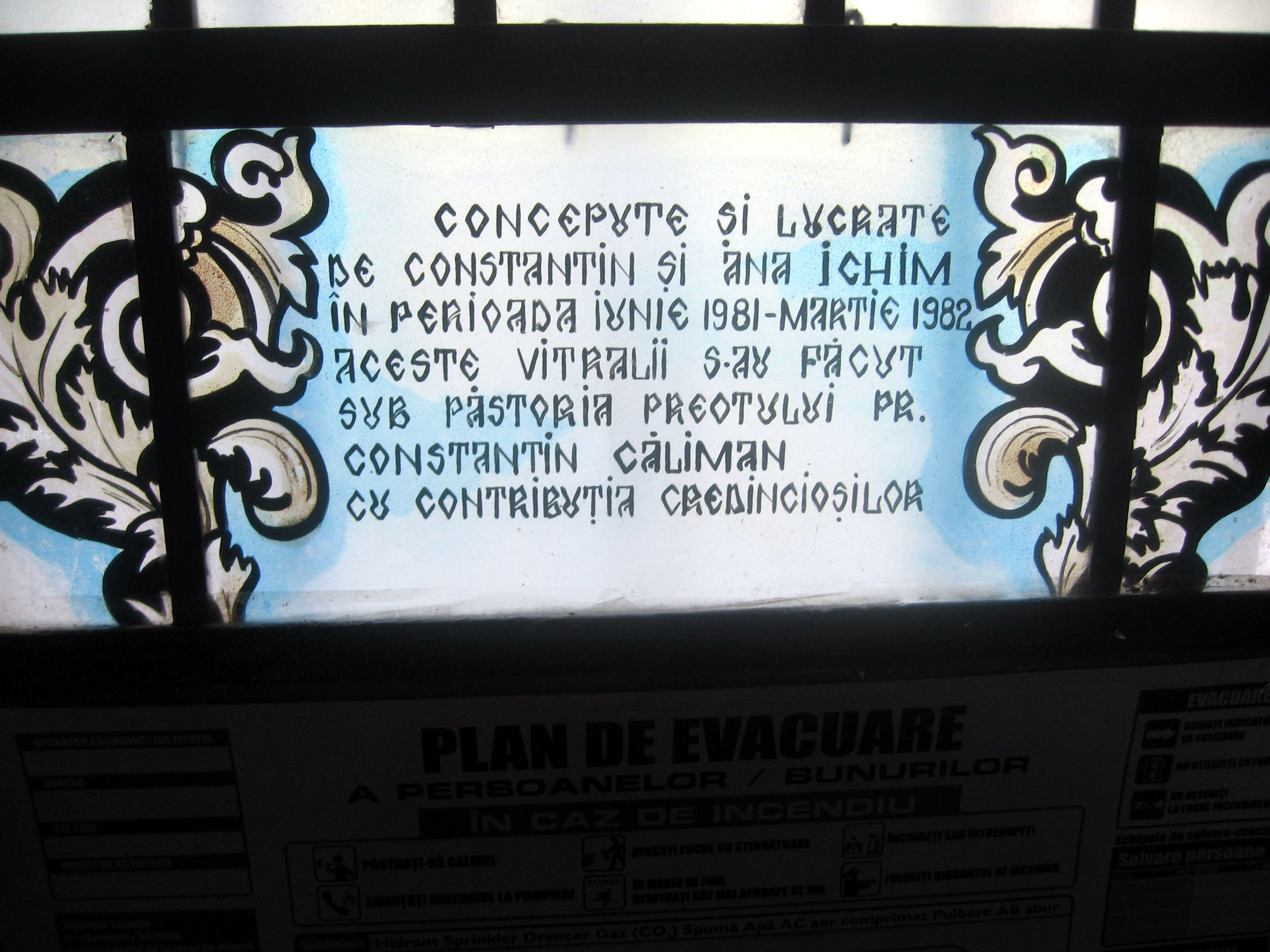
Inscripţie pictată pe unul dintre vitralii
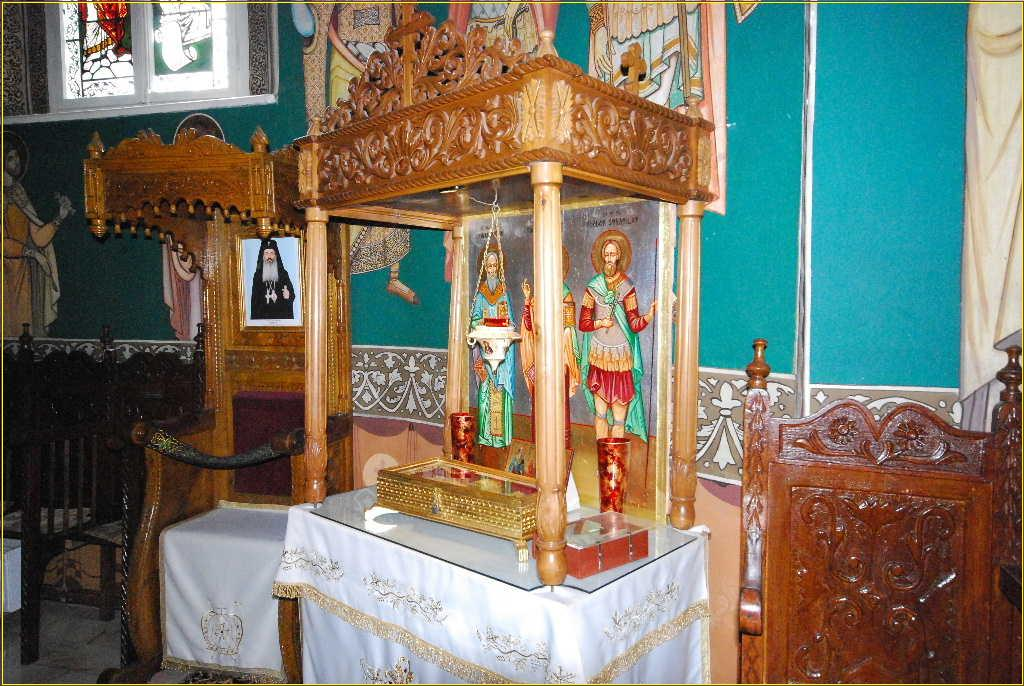
Caseta cu moaştele sfinţilor din naosul bisericii
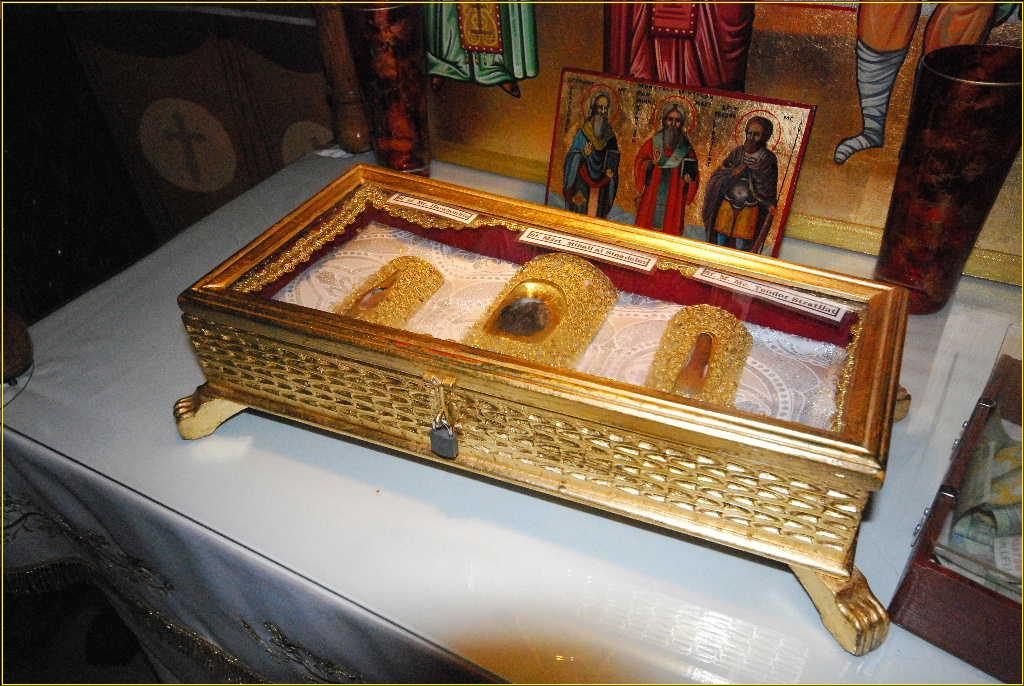
Caseta cu moaştele sfinţilor din naosul bisericii
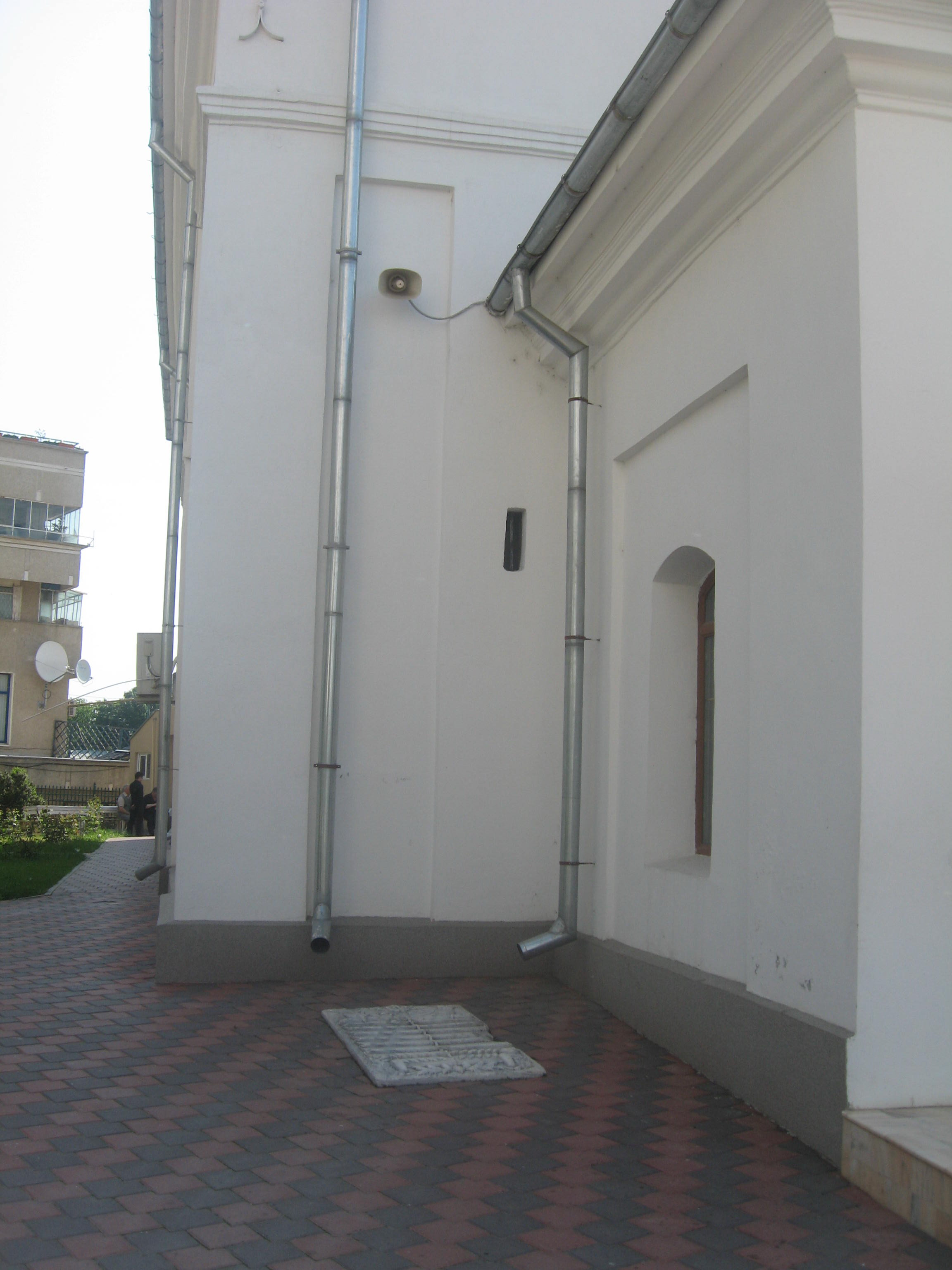
Piatră de mormânt lângă peretele nordic al bisericii
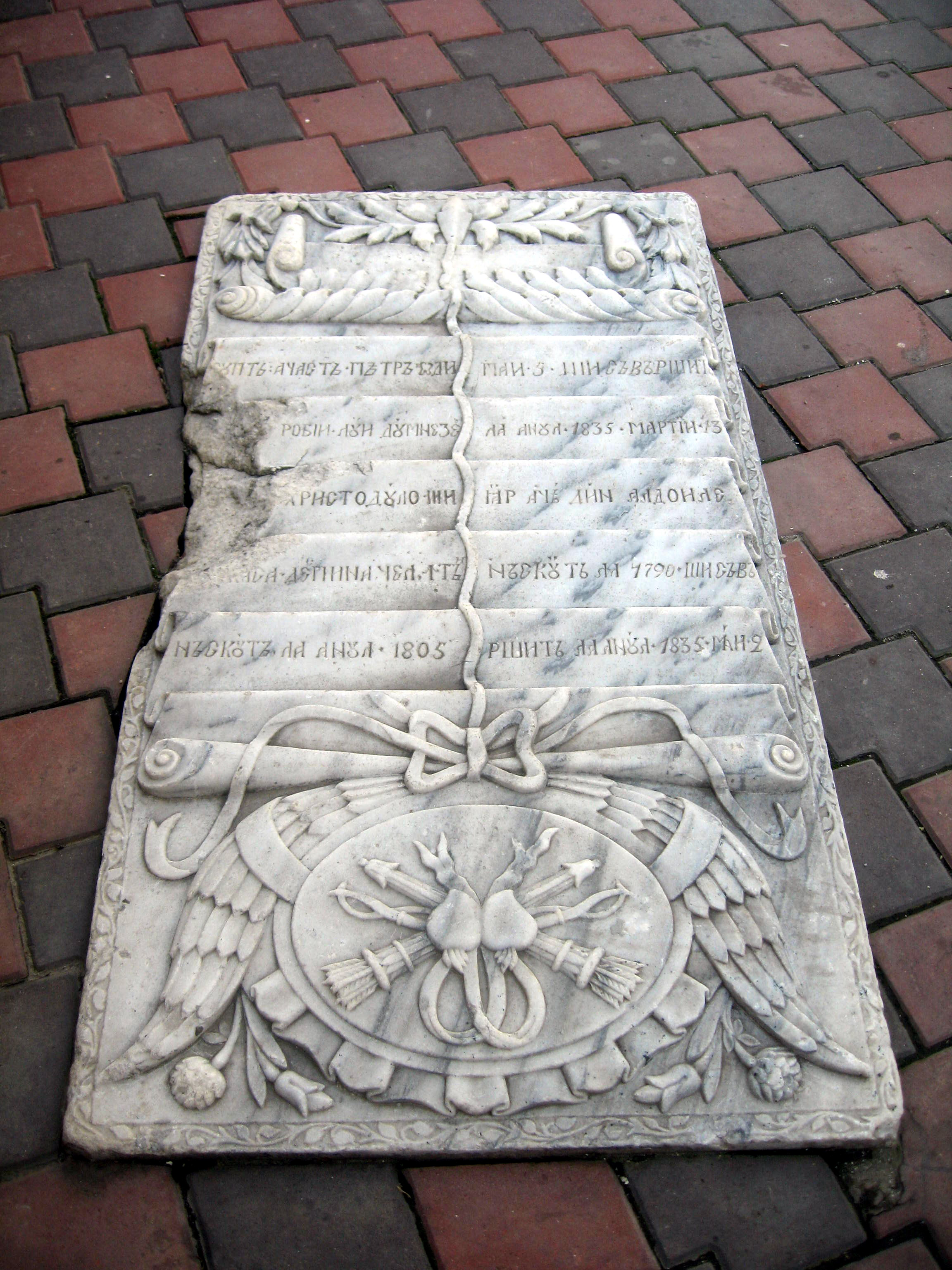
Piatră de mormânt lângă peretele nordic al bisericii
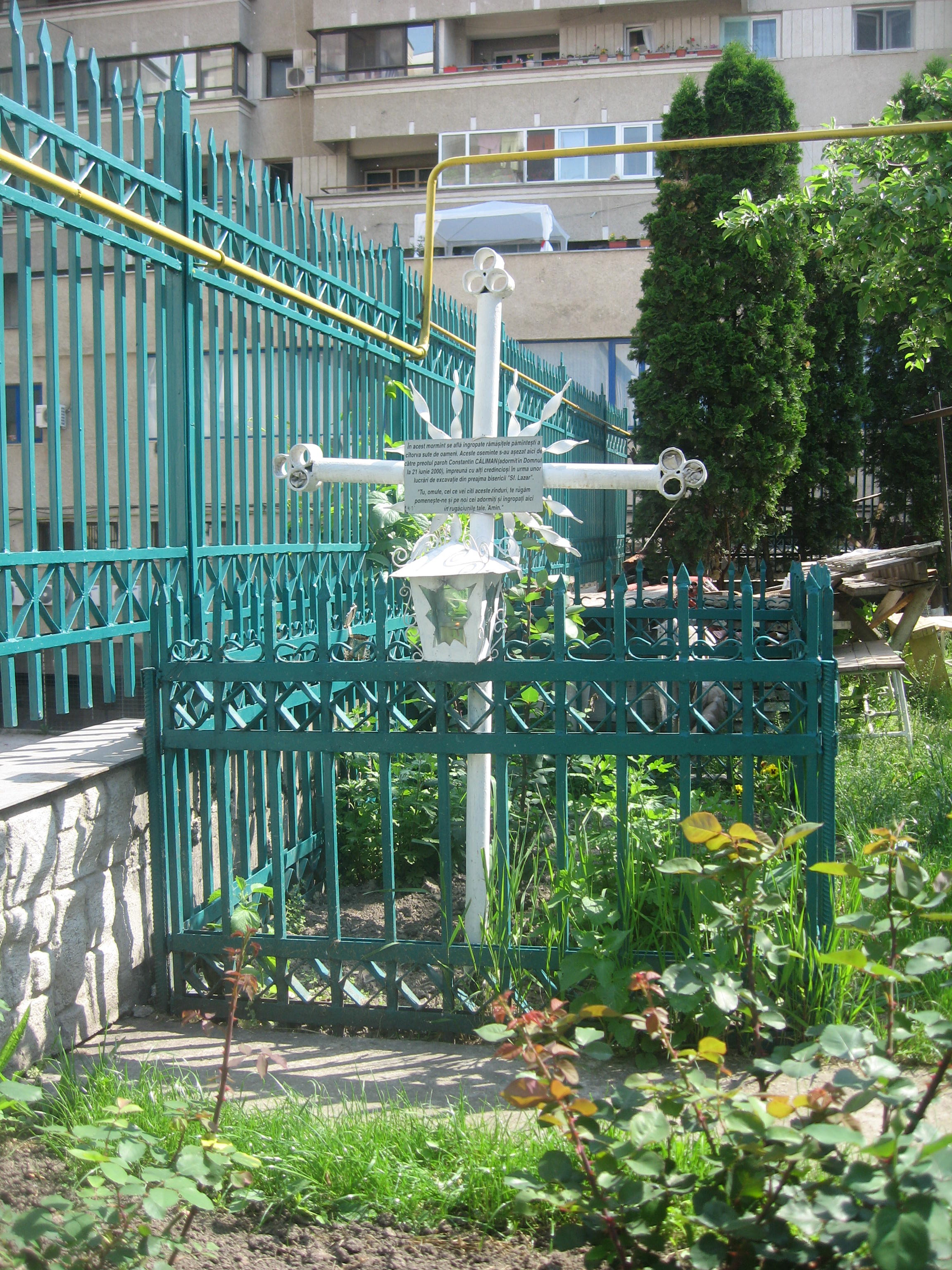
Locul unde au fost înmormântate osemintele descoperite cu prilejul excavărilor din jurul bisericii